# Elie Nadelman
Elie Nadelman (Varsòvia, 1885 — 1946) va ser un escultor polonès naturalitzat nord-americà. Va treballar a Múnic i París i es va establir durant temps als Estats Units. Se'n destaca la seva influència manierista i la seva experimentació amb el volum i la figura del cos humà.